# Orașul de Sus (Târgu Mureș)
Orașul de Sus (în maghiară Felsőváros, în perioada comunismului Cartierul 7 Noiembrie) sau Cartierul 22 decembrie 1989 este situat în partea de nord-est a municipiului Târgu Mureș, pe ambele părți ale străzii 22 decembrie 1989, dinspre Centru până spre ieșirea din oraș către Sângiorgiu de Mureș. 

## Istoric
Prima ridicare topografică amănunțită a intravilanului municipiului Târgu Mureș, de fapt o hartă cadastrală detaliată, a fost realizată în perioada dualistă între 1896–1899 de către inginerul Elemér Pompéry. Astfel, în zona pieței Republicii de astăzi apare deja partea exterioară a străzii Mărăști de astăzi, ca o secțiune a străzii Felső Vasút. Deși cu puține construcții, apare clar linia străzii Lăcrimioarei de astăzi, cu numele Fürészgyár utca, din care pornesc spre nord, fără denumiri și fără construcții deocamdată, cele două brațe ale străzii Coșbuc. Trecând peste calea ferată, este parcelată și dens construită secțiunea dintre strada Lăcrimioarei și actuala fabrică de mobilă a actualei străzi Kós Károly, cu denumirea Fürészgyár sor, de asemenea, sunt trasate anumite artere ale străzilor Abrudului-Zăgazului de astăzi. Pe latura de est a drumului principal spre Reghin vis-a-vis de strada Luceafărului de astăzi, pe un teren extins, este semnalată fabrica de cărămidă a orașului liber regesc Târgu Mureș.

## Locuri

### Biserica Reformată
În perioada interbelică sa formulat dorința enoriașilor reformați din Orașul de Sus să înființeze un cerc parohial, ceea ce a însemnat că n-au înființat o nouă parohie, au rămas loiali către Biserica din Cetate, dar au primit autonomie de a organiza slujbe. În 1939 au cumpărat de la Casa de Economii și Consemnațiuni Agricole clădirea din Cartierul Fürszt, care a fost reamenajată. În 1946 Cercul Parohial din Orașul de Sus a primit un preot în persoana lui id. Frigyes Szabó, iar sființirea bisericii a avut loc în anul 1947 de către episcopul de Cluj János Vásárhelyi.

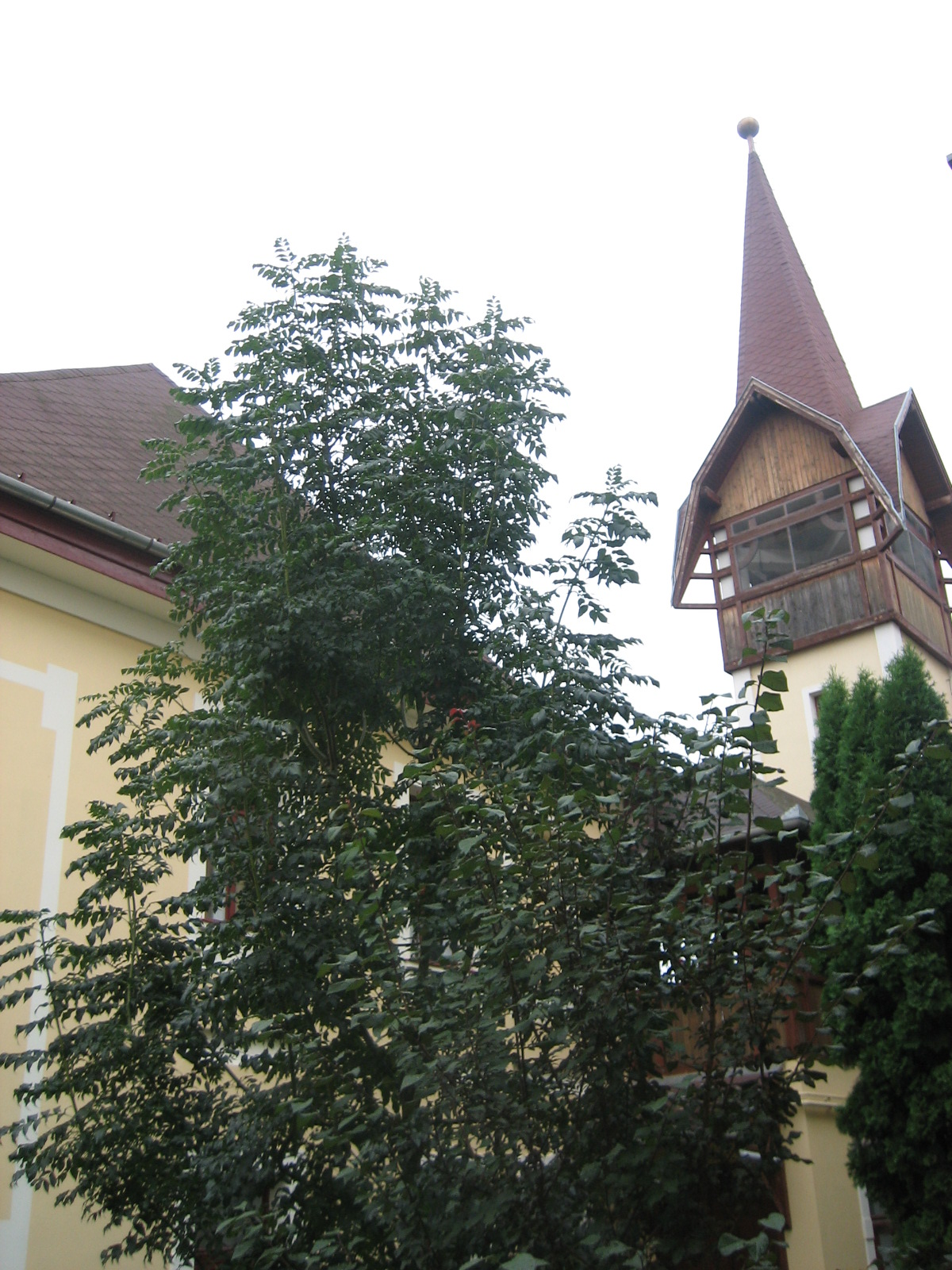
Turnul bisericii reformate din Orașul de Sus

### Monumentul Secuilor Martiri
Monumentul Secuilor Martiri a fost dezvelită în anul 1875 în Postarét (așa se numește în limba maghiară capătul străzii Secuilor Martiri) din Târgu Mureș pentru a aduce omagiu revoluționarilor locali asasinați în 1854 după căderea Revoluției și Războiului de Independență Maghiară din 1848–49. Obeliscul a devenit de-a lungul timpului unul din semnele distinctive ale orașului și a comunității maghiare.

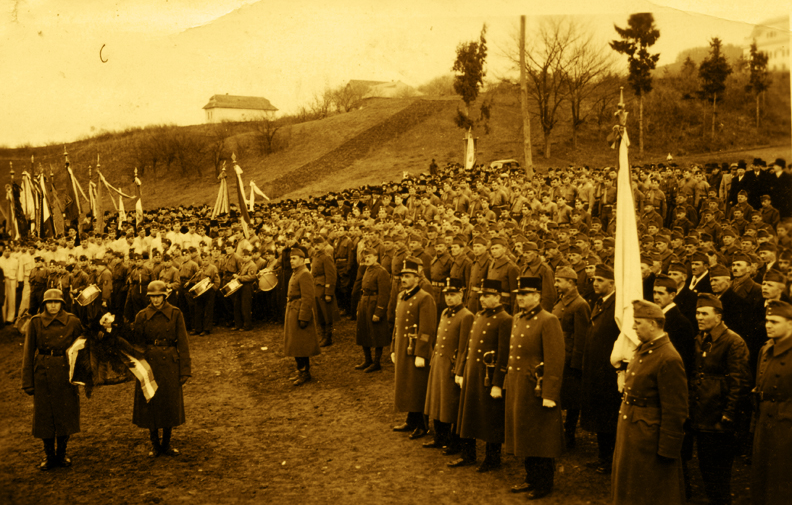
15 martie 1944

### Altele
- Fostul ansamblu al administrației Uzinelor Comunale, azi sediul Companiei Aquaserv (monument istoric, cod LMI: MS-II-a-A-15507), construit între 1910-1913 după planurile arhitectului Károly Kós în stil transilvanist
- Fostă locuință pentru muncitori a fabricii de mobilă Székely și Réti (monument istoric, cod LMI: MS-II-m-B-15517), construită probabil în 1910 după planurile lui arhitectului Ede Toroczkai Wigand⁠(hu)[traduceți] în stil transilvanist

## Școli
- Grupul Școlar Constantin Brâncuși
- Grupul Școlar Ion Vlasiu
- Grupul Școlar Sanitar Gheorghe Marinescu

### Școala Generală nr. 7
Anul școlar 1906-1907 din perioada dualismului a fost primul an școlar, când în urma activității de edificare de clădiri de școli elementare de către primarul dr. Bernády György, ajunseseră în clădire proprie Școala Elementară de Stat de Băieți și de Fete (în maghiară Elemi Fiú és Lány Gimnázium) din Orașul de Sus. Cererile de edificare de școli se datează din 1897, din 1902 și din 1905. După activitatea de fondare de școli a primarului orașului, în circumscripția actuală a Școlii Generale Nr. 7. deschiseră porțile pentru băieți Școala Elementară din strada Jókai Mór (astăzi strada Mihai Eminescu), iar pentru fete cel din Piața Szent György (astăzi Piața Republicii). După primul război mondial, din 1920 școala de băieți și fete ajunseseră în clădirea din Piața Szt. György, reprezentând secția maghiară. În 1923 școlile elementare au fost numerotate, astfel primind cel din strada M. Eminescu nr. 2, iar cel din Piața Republicii nr. 4. În perioada 1940-1944, în ciuda schimbărilor politice școlile au păstrat caracterul lor, cel cu nr. 2 rămânând școala română, iar cel cu nr. 4 rămânând ceea maghiară. În urma desființării școlilor confesionale în perioada comunismului, secția din cartierul Fürszt a școlii confesionale reformate de fete ajunseseră sub administrația Școlii nr. 4. 